# Justin Chatwin
Justin Chatwin, född 31 oktober 1982 i Nanaimo, British Columbia, Kanada, är en kanadensisk skådespelare, mest känd för sin roll som son till Tom Cruises karaktär i Steven Spielbergs film Världarnas krig samt för sin huvudroll i The Invisible. 
Andra filmer han varit med i är Painkiller, Superbabies: Baby Geniuses 2 och Taking Lives. Han har också haft flera TV-roller och varit med i några små serier. 
Chatwin medverkade i filmen Dragonball Evolution, som hade premiär år 2009.
Chatwin har studerat handel vid "University of British Columbia".

## Filmografi (i urval)

### Filmer
- 2001 – Josie and the Pussycats
- 2004 – Superbabies: Baby Geniuses 2
- 2004 – Taking Lives
- 2005 – Världarnas krig
- 2005 – Painkiller
- 2007 – The Invisible
- 2008 – Middle of Nowhere
- 2009 – Dragonball Evolution
- 2015 – No Stranger Than Love
- 2016 – Urge
- 2016 – Unleashed
- 2016 – 1 Night
- 2017 – CHiPs
- 2017 – We Don't Belong Here
- 2018 – The Assassin's Code
- 2021 – Die in a Gunfight

### TV-serier
- 2001 – Smallville (TV-serie)
- 2002 – Taken (TV-serie)
- 2005–2012 – Weeds (TV-serie)
- 2006 – Lost (TV-serie)
- 2011–2015 – Shameless (TV-serie)
- 2013 – The Listener (TV-serie)
- 2015 – Orphan Black (TV-serie)
- 2016 – American Gothic (TV-serie)
- 2016 – Doctor Who (TV-serie)
- 2019–2021 – Another Life (TV-serie)